# 狩りの女神ディアナ
『狩りの女神ディアナ』（かりのめがみディアナ、仏: Diane Chasseresse、英: Diana the Huntress）は、フォンテーヌブロー派の画家シャルル・カルモワ (Charles Carmoy) が1550年ごろ、キャンバス上に油彩で描いた絵画である。フランス王アンリ2世の愛妾ディアーヌ・ド・ポワチエを女神ディアナの姿で神話的に表現している。以前は、フォンテーヌブロー派の匿名の画家、またはイタリアの画家ルカ・ペンニに帰属されていた。作品は、1840年にパリのルーヴル美術館に取得された。

## 作品
その線的な優雅さで、本作は北方マニエリスム様式のフランス版の好例となっている。このマニエリスム様式は、1530年代にフランスのフォンテーヌブロー宮殿 (1528年に造営開始) の装飾のために招かれたロッソ・フィオレンティーノ、フランチェスコ・プリマティッチオなどのイタリアの芸術家たちによってフランスに導入された。16世紀に彼らの後を継いだのが第2次フォンテーヌブロー派と呼ばれるフランスの画家たちであるが、その中で名前が今日まで伝わっている画家はほとんどいない。
本作はフォンテーヌブロー派の画家たちがディアーヌ・ド・ポワチエを描いた数多くの作品のうちの1つであるが、彼女はしばしば古代ローマの狩りの女神ディアナの擬人化された姿で描かれた。ディアナの男性的な肉体美は、フォンテーヌブロー派の一種倒錯的な趣味を刺激する格好な題材であったらしい。
この絵画のもとになっているのは、プリマティッチオが鋳造したディアナのブロンズ像である。ほとんど何も身に纏わず、犬を従えている裸身の彼女は弓と矢筒を持っている。弓矢は本来クピドの持ち物で、女神が鑑賞者の愛を呼び起こすために使うものであるとも解釈できる。彼女の髪の毛にはディアナのアトリビュート (人物を特定化する事物) である三日月の形をした飾りがついている。
- ディアーヌ・ド・ポワチエの肖像素描、 フランソワ・クルーエの工房